# Die Zeit der Schmetterlinge
Die Zeit der Schmetterlinge (In the Time of the Butterflies) ist ein US-amerikanisch-mexikanischer Fernsehfilm über die Schwestern Mirabal aus dem Jahr 2001. Regie führte Mariano Barroso, das Drehbuch schrieben David Klass und Judy Klass anhand eines Romans von Julia Álvarez.

## Handlung
Der Film beginnt mit Bildern und Videos von den tatsächlichen Opfern Trujillos. Während der Montage erscheint eine Titelkarte, auf der steht:
Von 1930 bis 1961 hatte General Rafael Leónidas Trujillo die absolute Kontrolle über die Dominikanische Republik. Seine geheime Allianz mit der Kirche, den Aristokraten, den Intellektuellen und der Presse waren das Fundament seiner Diktatur. Seine Formel, um an der Macht zu bleiben, war einfach: jeden ermorden, der sich ihm widersetzte. Mehr als 30.000 Menschen wurden während seines Terrorregimes hingerichtet …
Die Szene wechselt in eine Gefängniszelle, in der eines seiner Opfer, Minerva Mirabal (Salma Hayek), die Ereignisse der Geschichte erzählt.
Minerva und ihre drei Schwestern, Patria (Lumi Cavazos), Dedé (Pilar Padilla) und María Teresa „Maté“ (Mía Maestro), leben auf einer Farm im ländlichen Ojo De Agua. Minerva, die freimütige Schwester, überredet ihren Vater, Enrique Mirabal (Fernando Becerril), sie, Patria und Maté auf ein Internat zu schicken. Die Schwestern verbringen fünf Jahre in der Schule, in denen Minerva die Aufmerksamkeit von Trujillo (Edward James Olmos) erregt, der sie bei einer Schulaufführung bemerkt.
Als die Schule vorbei ist, möchte Minerva studieren, um Anwältin zu werden, aber Frauen sind an der juristischen Fakultät nicht zugelassen. Die Schwestern kehren auf die Farm zurück, und Minerva lernt bald Virgilio „Lio“ (Marc Anthony), ein Mitglied des dominikanischen Widerstands, kennen und verliebt sich in ihn. Er gibt ihr den Spitznamen „Butterfly“, oder Mariposa auf Spanisch. Lios Aktivitäten während eines College-Protests werden bemerkt, und er ist gezwungen, das Land aus Angst um sein Leben zu verlassen, obwohl er Minerva weiterhin schreibt.
Minerva wird mit ihrer Familie zu einem festlichen Ball in Trujillos Palast eingeladen, wo sie mit ihm tanzt. Während ihres Tanzes bittet Minerva um die Erlaubnis, Jura studieren zu dürfen, aber Trujillo lehnt ab. Er begrapscht Minerva in unangemessener Weise, woraufhin sie zurückweicht und ihm eine Ohrfeige verpasst. Ihre Familie eilt schnell zu ihr, und Trujillo erlaubt ihnen zu gehen. Am nächsten Tag kommt der Polizeichef, Hauptmann Peña (Pedro Armendáriz, Jr.), auf den Hof der Familie und nimmt Minervas Vater mit. Die Schwestern verbringen mehrere Wochen damit, sich mit der Polizeibürokratie herumzuschlagen und zu versuchen, ihren Vater ausfindig zu machen, bis man ihnen vorschlägt, dass es einen Weg gibt, wie Minerva ihren Vater aus dem Gefängnis holen kann. Minerva geht zum Palast, und Trujillo schlägt vor, dass ihr Vater gehen kann, wenn sie bleibt. Minerva weist darauf hin, dass ihre Mutter draußen wartet und seine Gastfreundschaft ebenfalls zu schätzen wüsste. Trujillo beschließt, dass sie es dem Zufall (einem Würfelwurf) überlassen sollten, ob Minerva und ihre Familie freikommen, oder ob Minerva im Palast bleibt, während ihre Familie freigelassen wird. Minerva akzeptiert, bittet aber darum, den Einsatz zu erhöhen – wenn sie gewinnt, kommt sie frei und darf auch Jura studieren, und wenn sie verliert, kann Trujillo seinen Wunsch erfüllen. Sie würfelt und gewinnt, und Trujillo lässt sie gehen.
Minervas Sieg ist hohl. Ihr Vater wird aus dem Gefängnis entlassen, aber er wurde gefoltert und stirbt bald. Während sie an seiner Beerdigung teilnimmt, übergibt der Polizeichef Minerva einen Brief, der ihr erlaubt, Jura zu studieren. Minervas Hass auf Trujillo ist groß, aber sie beschließt, sein „Geschenk“ anzunehmen, weil sie darin die einzige Möglichkeit sieht, sich ihm effektiv entgegenzustellen.
Während des Jurastudiums erfährt Minerva, dass Lio von Trujillo-Anhängern getötet wurde, obwohl er sich außerhalb des Landes aufhielt. Sie trifft andere Mitglieder des Widerstands, die sie durch Lio als „Butterfly“ kennen. Sie wird Mitglied des Widerstands, und mit der Zeit erfahren auch Patria und Maté von ihren Aktivitäten und werden mit einbezogen. Sie verliebt sich in Manolo Tavárez (Demián Bichir), einen Kommilitonen und Mitglied des Widerstands, und sie heiraten.
Als Minerva ihr Jurastudium abschließt, ist Trujillo anwesend, um die Diplome zu überreichen. Alle anderen Studenten erhalten ihre Diplome, aber er weigert sich, Minerva ihres zu geben, da er ihr nur erlaubt hat, Jura zu studieren, nicht aber, als Anwältin zu arbeiten.
Nach dem Jurastudium bekommt Minerva Kinder, setzt aber ihre Widerstandsaktivitäten fort. Nach einer Reihe von zunehmend gefährlichen Ereignissen werden sie, Maté und viele Widerstandsmitglieder verhaftet und ins Gefängnis gesteckt. Minerva wird zum Symbol, und viele Gefangene, Wärter und Außenstehende sprechen sich heimlich für „die Schmetterlinge“ aus.
Schließlich werden Minerva und Maté aus dem Gefängnis entlassen, aber ihre Ehemänner und Patria werden immer noch gefangen gehalten. Die Frauen setzen ihre Bemühungen fort, ihre Ehemänner ausfindig zu machen. Trujillo besucht Minerva in ihrem Haus und sie bittet ihn um Hilfe, um ihre Ehemänner freizubekommen. Trujillo schwört, Minerva zu helfen, „ihre Schwierigkeiten zu beenden“.
Auf dem Rückweg von einer Reise zu ihren Ehemännern werden Minerva, Patria und Maté auf der Straße von einer großen Gruppe von Trujillos Männern angehalten. Sie werden in einiger Entfernung von der Hauptstraße abgeführt und die Männer umzingeln sie und schlagen sie zu Tode.
Am Ende erscheint eine weitere Titelkarte, auf der steht:
Der Tod der Mirabal-Schwestern war der endgültige Schlag gegen das Regime von Leónidas Trujillo, der sechs Monate später ermordet wurde. Mehrere der Kinder der Mirabal-Schwestern bekleideten wichtige Posten in den späteren demokratischen Regierungen der Dominikanischen Republik. Der Todestag der Schwestern, der 25. November, wird in vielen lateinamerikanischen Ländern als Internationaler Tag gegen Gewalt an Frauen begangen.

## Kritiken
Das Lexikon des internationalen Films schrieb, der Film sei eine „Verfilmung eines Bestsellers der 1990er-Jahre“, die „die wahre Geschichte emotional zugespitzt“ darstelle und „sich dabei auf die Hauptperson“ konzentriere. Er sei eine „solide (Fernseh-)Inszenierung nach gängigen Mustern, überzeugend gespielt“.

## Auszeichnungen
Salma Hayek und der Film als Bester Fernsehfilm gewannen im Jahr 2002 den ALMA Award; Marc Anthony wurde für den gleichen Preis nominiert. Salma Hayek wurde 2002 für den Broadcast Film Critics Association Award nominiert.

## Hintergründe
Der Film wurde in Mexiko-Stadt, in Morelos und in Veracruz gedreht.